# Bluegrass
Il bluegrass è un genere di musica tipicamente statunitense, che può essere considerato una branca del country. In esso sono confluite tradizioni musicali irlandesi, scozzesi e inglesi. Particolarmente importante è stato l'apporto degli immigrati scozzesi e irlandesi che si trasferirono nei Monti Appalachi. La vocalità del bluegrass prende le mosse principalmente dal gospel. Importante è, poi, l'eredità della cultura nera, specie dei bluesman degli anni venti. Nel bluegrass, così come nel jazz, ogni strumento, a turno, prende il sopravvento sugli altri e improvvisa con variazioni sul tema, mentre gli altri lo accompagnano sullo sfondo. Ciò rappresenta una rivoluzione rispetto alla old-time music, in cui tutti gli strumenti suonano insieme la melodia o è un solo strumento a farsi accompagnare.
Il bluegrass tradizionale si basa sull'uso di vari strumenti a corda, principalmente la chitarra acustica, il banjo a cinque corde, il mandolino, il violino (fiddle) e il contrabbasso, con o senza la presenza del canto. Spesso, a questi strumenti si aggiunge la chitarra resofonica squareneck e, talvolta, l'armonica a bocca, la autoharp e in alcuni casi la batteria, nonché le versioni elettriche degli strumenti a corda consueti nel bluegrass.
Il nome "bluegrass" nasce dal gruppo Bill Monroe & The Bluegrass Boys, che contribuì in modo determinante a dare un carattere unitario al genere e il cui stile influenzerà tutta la produzione successiva.

## Storia
Lo stile prese a definirsi verso la metà degli anni quaranta, cioè verso la fine della Seconda guerra mondiale. A causa del razionamento, le registrazioni potevano essere effettuate solo di rado.

### I generi di riferimento
Sono quattro i pilastri che stanno alla base del bluegrass:
- Brother duet
- Blues
- Musica irlandese e celtica
- White Gospel

#### Brother Duet
Filone musicale particolarmente diffuso negli anni venti e trenta nell'ambiente rurale degli Stati Uniti del sud e spesso legato alla tradizione gospel. Era suonato da due musicisti per formazione, spesso fratelli o parenti, nella forma classica un mandolinista e un chitarrista o, in alcuni casi (come i Delmore Brothers), due chitarristi. In alcune incisioni del genere, si può inoltre riscontrare la presenza di violino e contrabbasso. Esponenti di questo filone furono i Blue Sky Boys (Bill ed Earl Bolick), i Bailey Brothers, i Callahan Brothers, i Bailes Brothers, Karl & Harty, Whitey & Hogan e i Monroe Brothers, di cui faceva parte Bill Monroe.

#### Blues
I bluesman neri dei primi decenni del XX secolo ebbero un grande impatto sulla genesi della musica bluegrass. Lo stesso Bill Monroe ebbe a citare il chitarrista blues e violinista Arnold Schultz (del quale esiste una sola fotografia e nessuna incisione) come grande influenza nei suoi primi anni di formazione musicale. Il suono malinconico e solitario di questi artisti, oltre che lo stile di chitarra suonata con le dita (con o senza plettri), saranno elementi largamente presenti nei primi anni del bluegrass.

#### Musica celtica
Gli immigranti irlandesi e scozzesi portarono in America la loro eredità musicale. I suoni arcaici del violino e le relative influenze celtiche, anche nel repertorio strumentale, sono forse uno degli elementi maggiormente di spicco nel bluegrass.

#### White Gospel
Assai diffuso nel sud degli Stati Uniti, grazie alla diffusione della religione cristiana metodista e battista, il bluegrass trae da esso la quasi totalità del proprio patrimonio vocale, tanto dal punto di vista dell'armonia che da quello della timbrica, quest'ultima particolarmente alta.
Nella maggior parte delle esperienze dell'epoca il bluegrass nasce da famiglie in cui molti, quando non tutti, i membri suonavano uno strumento: picnic, feste ecclesiastiche, matrimoni, balli (square dance) erano occasioni perfette per suonare insieme e, senza pensarci, per dare origine ad un genere unico e del tutto nuovo.
Poiché gli uomini preferivano suonare e le donne cantare da sole o in coro, il patrimonio vocale del bluegrass ha una chiara impronta femminile. Le donne custodirono gelosamente il patrimonio musicale di origine, al punto che, nel Novecento, le vecchie ballate delle isole inglesi, portate nel cuore delle emigranti, erano cantate in America, ma dimenticate in Inghilterra.
Durante gli anni trenta, nascono le prime incisioni del genere, per etichette come Decca Records o Bluebird. Il genere, così, si diffonde evolvendosi e diventando un genere di musica dalla struttura caratteristica attorno agli anni quaranta e cinquanta, partendo dalle zone rurali del Midwest statunitense.

### Bill Monroe, padre delbluegrass
Figlio più giovane di una famiglia di agricoltori e amanti della musica, divenne ben presto un virtuoso mandolinista. Dopo diverse esperienze in trio e in duo con i fratelli Charlie e Birch, fondò il gruppo "Bill Monroe and his Blue Grass Boys", che si rivelerà fondamentale per la definizione del genere (a partire dal nome).

### I Foggy Mountain Boys
A partire dagli anni cinquanta la musica che ebbe tanti nomi e tante identità, venne chiamata da giornali e persone Bluegrass. Nel frattempo, alcuni ex-musicisti del gruppo di Monroe avevano formato i Foggy Mountain Boys, gruppo che vedeva (nella sua più classica formazione) Lester Flatt (chitarra e voce), Earl Scruggs (banjo), Curley Seckler (mandolino e voce), Benny Martin o Paul Warren (violino e voce), Jake Tullock (contrabbasso), e più tardi Josh Graves al dobro. Questo gruppo scrisse alcune delle tappe fondamentali nella storia del bluegrass, dal 1948 fino alla sua dissoluzione, vent'anni dopo nel 1968.
A partire dal 1953 la band sarà sponsorizzata dai mulini Martha White, che le offrirà abbondante spazio sulla radio e in televisione, oltre che a numerosissime date sul palco della Grand Ole Opry.
Le registrazioni leggendarie e le canzoni divenute standard del genere, scritte dalla band, sono innumerevoli.
Nel 1968 la band si sciolse: Earl Scruggs, insieme con i suoi figli Gary e Randy, formò la più progressista "Earl Scruggs Revue Band", mentre Flatt, più attaccato alla forma tradizionale, diede origine ai "Nashville Grass", insieme con molti dei suoi colleghi del passato.

### Storia contemporanea (1950-oggi)
Ancora prima dei Foggy Mountain Boys, la prima band che fu ispirata dal genere di Monroe furono Carter e Ralph, gli Stanley Brothers. Inizialmente Monroe riteneva un plagio il fatto che qualcuno "rubasse" la sua musica. Si pensi che, attorno al 1947, Monroe appariva alla Grand Ole Opry sabato sera, e le stesse canzoni da lui suonate quella sera erano riproposte il lunedì dagli Stanley sull'emittente WCYB di Bristol. Con il passare degli anni, tuttavia, i rapporti tra i gruppi si intensificarono fino ad un'amicizia fraterna, che li portò a suonare insieme in molte occasioni (Carter Stanley fu membro dei Bluegrass Boys di Bill Monroe nei primissimi anni cinquanta).
Gli Stanley Brothers si rifacevano ad uno stile leggermente più arcaico del bluegrass, definito da loro "Mountain Style, what they call Bluegrass Music" ("stile di montagna, ciò che chiamano musica bluegrass"), e annoverarono tra le loro file grandi musicisti quali i mandolinisti Pee Wee Lambert, "Big" Jim Williams, Curly Lambert e Bill Napier, i violinisti Vernon Derrick, Leslie Keith e Chubby Anthony, e il grande chitarrista George Shuffler (ideatore della tecnica denominata crosspicking).
Dopo la tragica e precoce morte di Carter, il 1º dicembre 1966, Ralph rimase fedele a questo genere con la sua band dei Clinch Mountain Boys, tra i quali militarono musicisti quali Keith Whitley, Ricky Skaggs, James King, Roy Lee Centers, Ernie Thacker, Curly Ray Cline e molti altri.
Nel frattempo irrompono gli anni cinquanta con il rock and roll, ma il bluegrass si è già diffuso, e le band si sono moltiplicate. Già dai tardi anni quaranta abbiamo la comparsa di formazioni come i Lonesome Pine Fiddlers, Buzz Busby & the Bayou Boys, Earl Taylor & Stoney Mountain Boys, 'ed Allen & The Kentuckians, Jimmy Martin & Sunny Mountain Boys, Reno and Smiley, Osborne Brothers, Lilly Brothers, The Bailey Brothers e molte altre band, entrate nella storia del genere.
Ma è forte la concorrenza mondiale del rock'n roll, fino ai primi anni sessanta, quando il folk revival riporta alla ribalta gli artisti della tradizione.
Nel 1965 nascono i Bluegrass Festival, spesso della durata di più di un giorno, dove più band appaiono per più set ciascuna. L'uomo che ha questo merito è Carlton Haney, che da tempo seguiva i concerti di Monroe, e che decise di intraprendere la strada dei festival, seguendo esempi di enorme successo come il Newport Folk Festival. Sin dalla loro nascita si rivelarono un grande successo, e molti ne esistono ancora oggi in tutto il mondo.

## Influenze
La Bluegrass è ritenuta il precursore del rock and roll. A riprova di tale influenza, Elvis Presley, alla sua prima sessione negli studi della Sun Records nel 1954, registrò That's Alright Mama del musicista blues di colore Arthur "Big Boy" Crudup e il classico di Bill Monroe, Blue Moon of Kentucky, e più tardi nella sua carriera, Presley inciderà anche Little Cabin Home On The Hill di Lester Flatt.
La maggior parte dei grandi del rock'n roll e del rock contemporaneo citano Bill Monroe come il progenitore della loro musica, per non parlare del massimo rispetto e della passione di artisti come appunto Elvis, Bill Haley, Chuck Berry, Carl Jackson e persino Jimi Hendrix, per il genere bluegrass.
La fusione con altri generi non tarda ad arrivare, e sin dagli anni settanta nascono quindi nuove correnti: quelle che derivano dal jazz fusion, dalla musica country moderna, dal rock e dal pop ecc. Nascono così il newgrass, il jamgrass, la dawg music e la new acoustic music.

## Testi e significati
I soggetti delle canzoni della tradizione erano quelli cari alle comunità rurali: furono inizialmente religiosi, in quanto il genere si intrecciava con il gospel. Successivamente nacquero anche canzoni secolari che hanno solitamente per tema l'amore, la famiglia, la casa e la ricerca o perdita dolorosa e irrimediabile di queste cose. Un altro tema è spesso il rammarico e la tristezza, temi comuni nelle comunità rurali del sud.

## Musica e sonorità

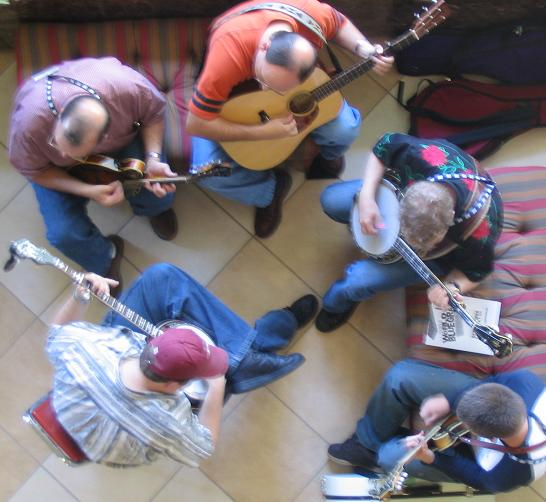
Jam session di un gruppo bluegrass

Un banjo

Il bluegrass è suonato solo con strumenti acustici, e l'unico supporto della modernità riguarda l'impianto di amplificazione (microfoni, casse, mixer, ecc.). L'introduzione di strumenti elettrici viene talvolta tentata, ma incontra solitamente fiere opposizioni. Una famosa storiella recita:
Il bluegrass vede solitamente gruppi composti da cinque o sei strumenti principali: il banjo a cinque corde, la chitarra acustica, il mandolino, il dobro, il basso e il violino, che in questo contesto non viene chiamato violin, bensì fiddle (l'unica differenza che esiste fra questi due strumenti è che il ponte del fiddle è leggermente più piatto e meno incurvato di quello del violino classico). Sebbene possiamo ritrovare, anche alle radici di questa musica, strumenti alternativi, il genere è molto attaccato alla sua forma più tradizionale, introdotta da Bill Monroe, che è quella più amata e classica.
Il bluegrass è caratterizzato da un curioso binomio di testi di canzoni tristi, quando non desolate e un ritmo e una sonorità veloce al punto di essere adrenalinica, squillante, ricca e piena di vitalità, caratteristica accentuata dal suono sincopato e grintoso del banjo, e dal ritmato accompagnamento di mandolino e chitarra.
Il banjo è solitamente la "voce principale", e il ritmo, a differenza di ciò che si può pensare, è dato principalmente dalla chitarra acustica e dal mandolino, di cui il basso è di supporto: non è raro che per accentuare il ritmo vengano usate più chitarre. Su questa solida piattaforma gli altri strumenti costruiscono la musica.
Il bluegrass deriva dall'esperienza dei primi gruppi musicali del sud-est, che suonavano solo strumenti a corda. Come altri tipi di musica che condividono queste origini (ad esempio il jazz) è basato su una forte presenza dell'improvvisazione, che coinvolge ogni elemento del gruppo. Che sia un grande maestro o un novellino alle prime armi, se il musicista vuole eseguire un assolo il gruppo pass him the break, gli passa il testimone, e gli lascia lo spazio per esprimersi.
Molte canzoni, spesso strumentali, lasciano posto a lunghi e complessi assoli di ogni strumento che ha diritto al suo particolare momento di espressione, prima di "passare la palla" allo strumento successivo. Nessun gruppo rinuncia a questa possibilità, se appena il pezzo che ha scelto lo permette.
In questo senso il bluegrass ha delle vere e proprie jam session, come il jazz.
Quando gli strumenti non eseguono un assolo, portano avanti una complessa trama basata su un offbeat chiamato chop o chunk, che di fatto sostituisce le percussioni, inesistenti nell'assetto tradizionale.
Le voci non sono mai all'unisono: l'armonia si divide in tre parti principali: lead (la voce principale), tenor (voce più alta, che esegue "la quinta" della lead) e baritone (di solito una terza sotto il lead), a cui si aggiunge una quarta parte, il bass, nei quartetti, quasi sempre di ispirazione gospel. Inoltre il bluegrass è cantato in tonalità solitamente alte, eredità della tradizione di Bill Monroe.